# 渔川站
渔川站（：／ Eocheon yeok */?）是水仁·盆唐線沿線的一座地面車站，位於韓國京畿道華城市梅松面漁川里。1996年隨水仁線停駛而關閉，2020年重新啟用。

## 車站結構
站體為2面2線側式月台的地下車站，候車月台設有月台幕門。

### 月台配置
| ↑ 梧木川 |
| \| １    |
| 野牧 ↓   |

| 月台 | 路線                   | 目的地                         |
| ---- | ---------------------- | ------------------------------ |
| 1    | ●首都圈電鐵水仁·盆唐線 | 安山、烏耳島、松島、仁川方向   |
| 2    | ●首都圈電鐵水仁·盆唐線 | 水原、竹田、往十里、清涼里方向 |

## 歷史
- 1937年8月5日：落成啟用。
- 1996年1月1日：水仁線停駛，本站關閉。
- 2020年9月12日：首都圈電鐵水仁·盆唐線開通，本站重新啟用。

## 車站周邊
- 梅松郵局
- 梅松農協
- 韓國陸軍第51步兵師團（朝鲜语：제51향토보병사단）新兵教育隊

## 圖片

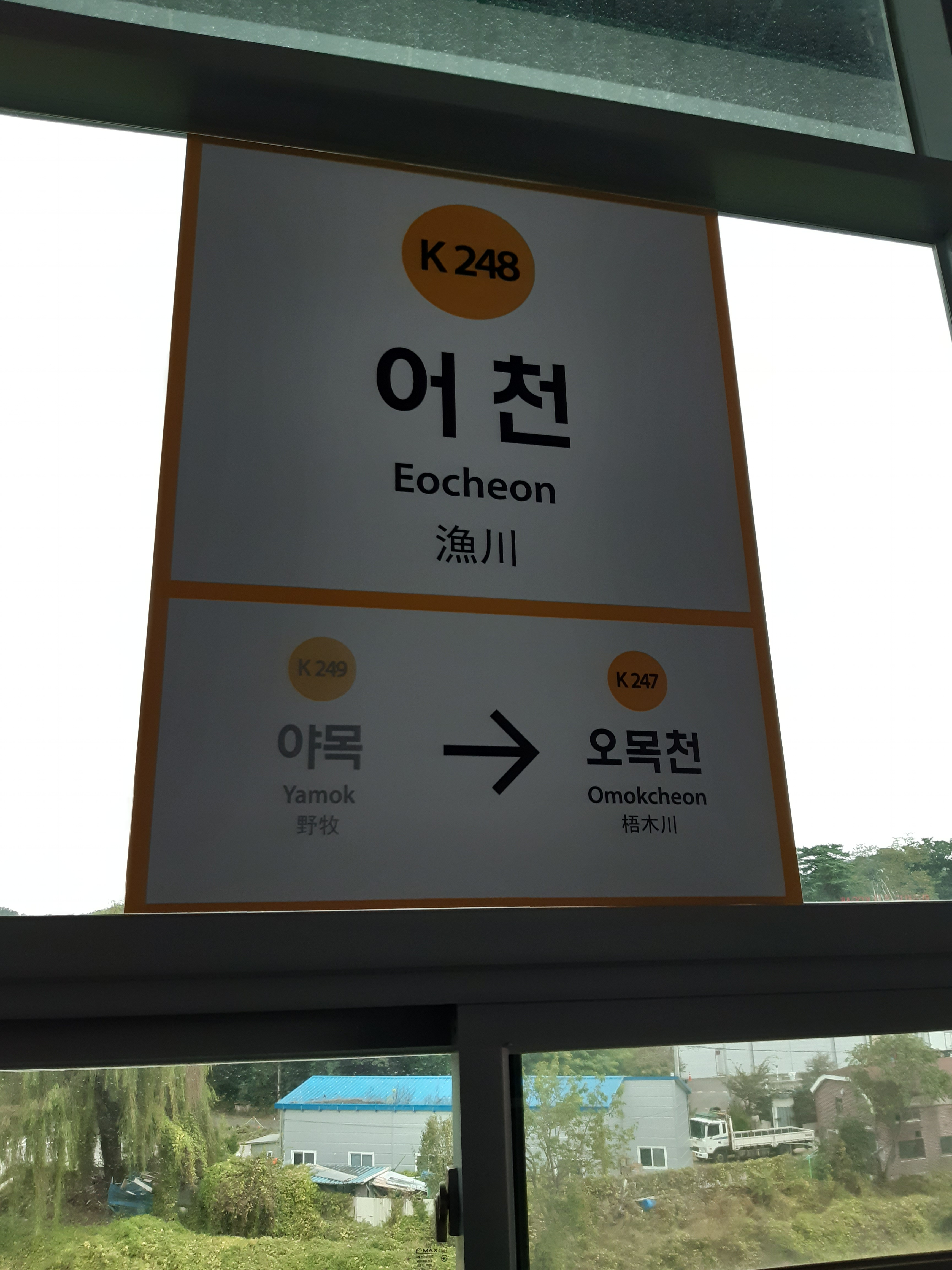
站名牌
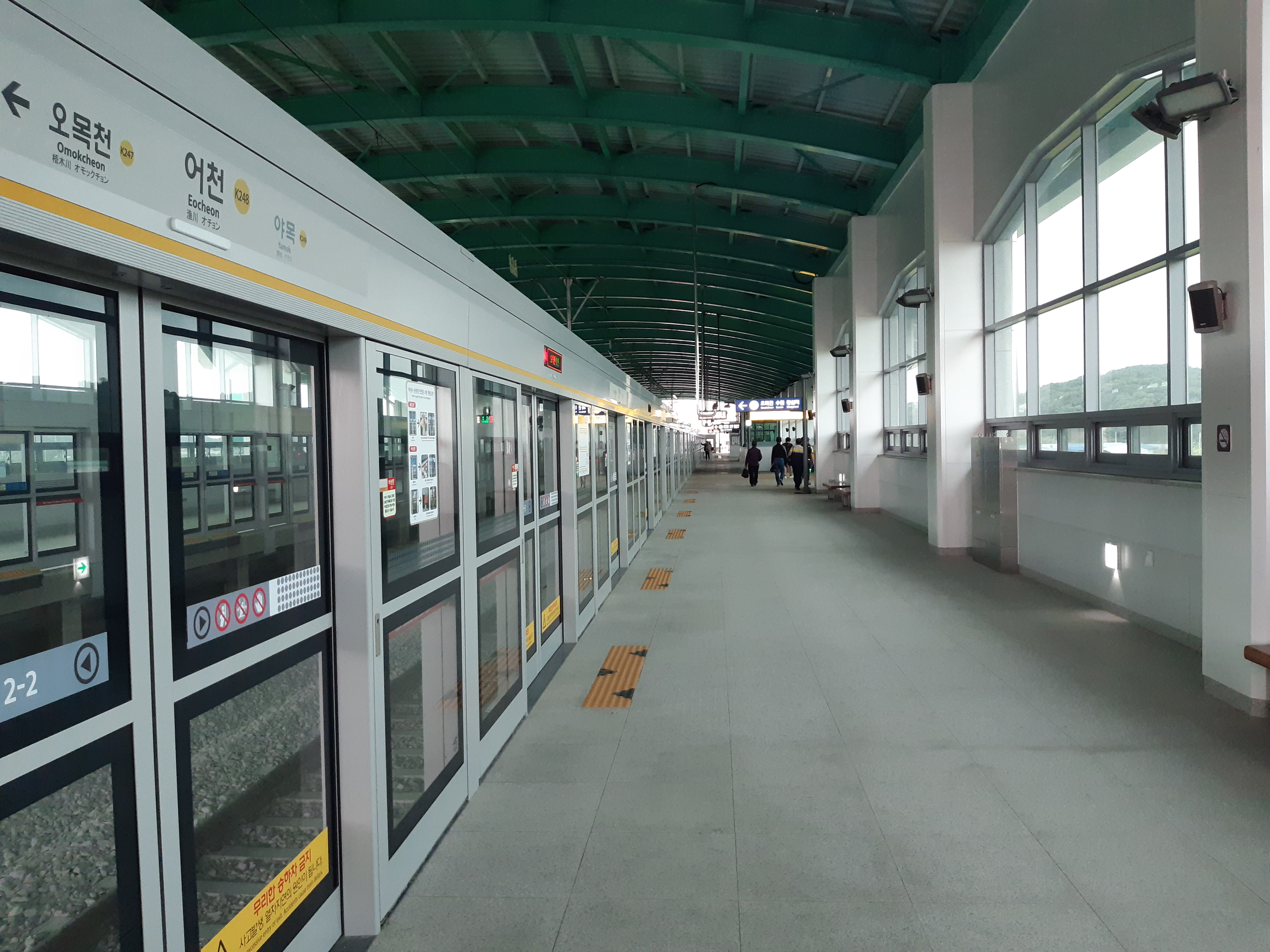
候車月台
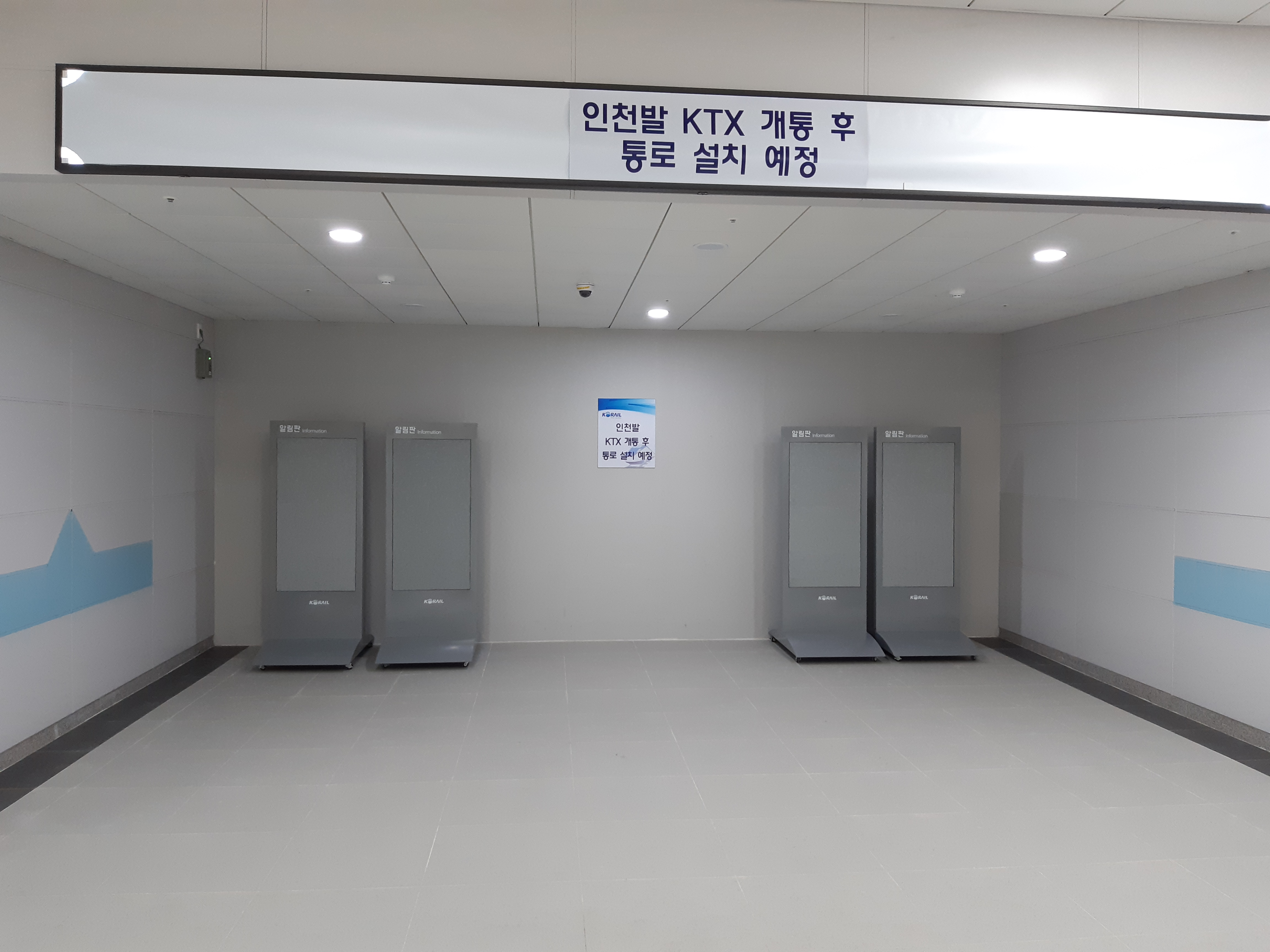
KTX轉乘預留空間
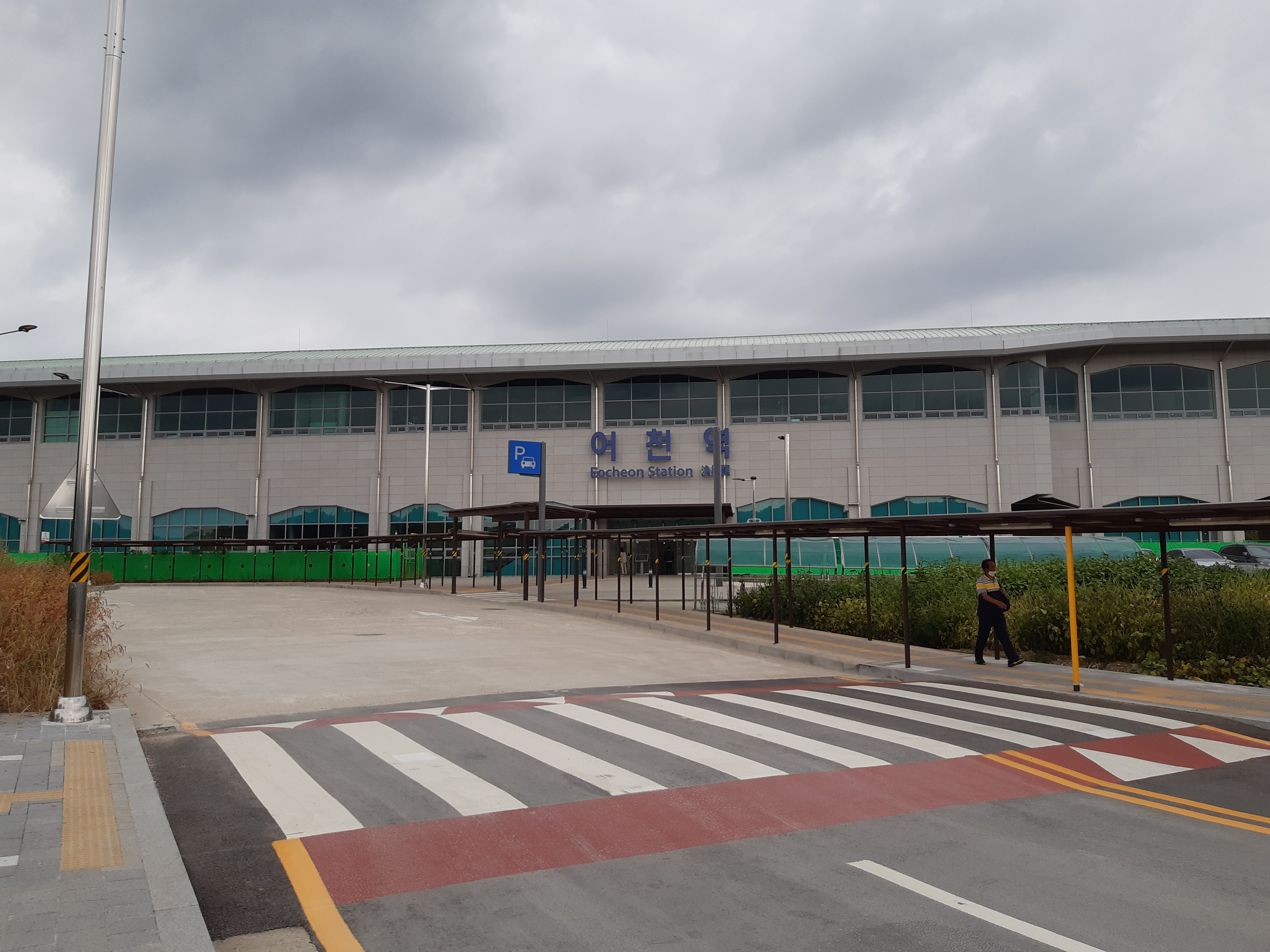
車站建築
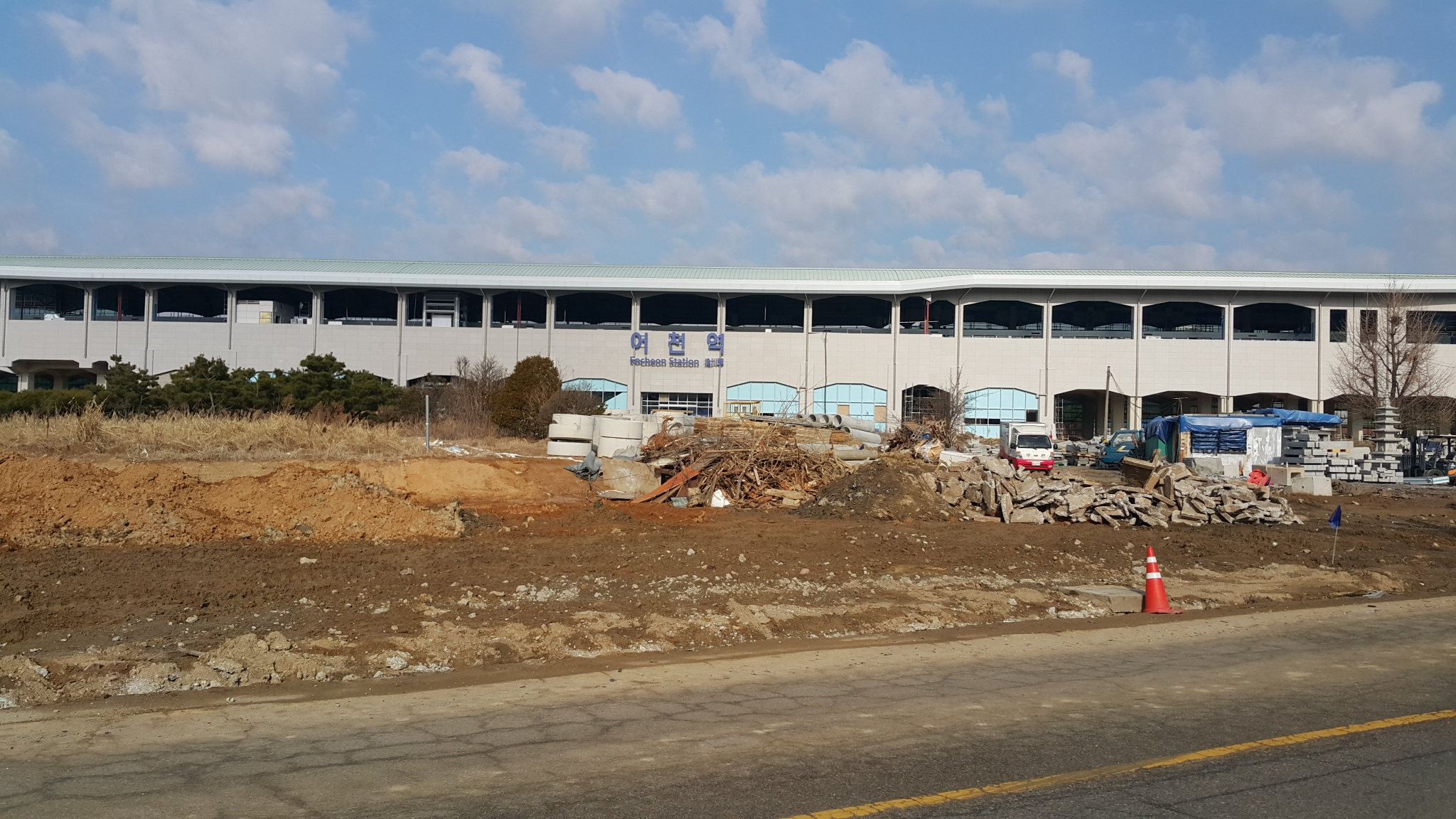
車站建築

## 相鄰車站
韓國鐵道公社
●首都圈電鐵水仁·盆唐線
梧木川（K247）－漁川（K248）－野牧（K249）